# 迷宮のアンドローラ/DUNK
「迷宮のアンドローラ／DUNK」（めいきゅうのアンドローラ／ダンク）は、1984年6月21日にビクター音楽産業（現：JVCケンウッド・ビクターエンタテインメント）より発売された小泉今日子の10枚目のシングル。

## 概要
本作は初の両A面シングルとしてリリースされた。「迷宮のアンドローラ」は、長嶋茂雄プロデュースによる長岡秀星のイラストストーリー『迷宮のアンドローラ』のイメージソングとして企画された楽曲で、作詞は松本隆に依頼された。当時松本は松田聖子の楽曲で作詞のほとんどを担当していたが、ディレクターの田村充義は「聖子の曲と同じような詞にしたのでは意味が無い。違うものを書いてもらわなくては」と考え、当時長岡が海外のアーティストのLPジャケットで宇宙や神話をイメージしたイラストを手掛けていたことから、「こういう明確なイメージがあれば聖子とは全く異なる詞が出来てくるはずだ」と確信したと回顧している。
ここ数作の小泉のシングル曲から、はっぴいえんどのパロディに近いものを感じ取っていた松本は、自分がそれと同じことをやる訳にいかないので困ったが、最終的にサイエンス・フィクションをモチーフにしたと話している。
曲は当初、筒美京平ではない別の作家によって書かれたが、ディレクターの田村によるとその曲の出来があまり良くなかったため、あらためて筒美に依頼したという。
アレンジには、当時最先端のシンセサイザーであったフェアライトCMIが導入され、全体を通じ打ち込みによるサウンドによって構成されている。担当した船山基紀は曲について、「フェアライトCMIを積極的に導入したことで、この楽器の商業化ベースでの使用法を確立させた作品だと思っている」と述べている。
小泉が日本テレビ系「スーパージョッキー」にゲスト出演した際、司会のビートたけしから『迷宮のアンドロポフ（当時のソビエトの書記長）』と紹介され、「アンドローラという女の子の歌ですよ」と笑い転げていた。
もう一方の「DUNK (男区)」も、同年5月に集英社より創刊された同名のアイドル雑誌のイメージソングとして使用され、創刊号の表紙には小泉の顔をアップにした写真が用いられている。なお、同雑誌の最終号となる1990年12月号の表紙では、学ラン姿に髪形をオールバックにした小泉の写真が使われた。
TBS系列『ザ・ベストテン』等で1位を獲得し、有線チャートでもトップとなり、売上は37.7万枚のセールスを記録した。1991年の「あなたに会えてよかった」でミリオンセラーを達成するまでは、本作がシングルの最多売上であった。
1991年11月には8cmCDがリリースされている（カップリングは「半分少女」）。

## 収録曲

### 迷宮のアンドローラ／DUNK
- 両楽曲共に、作詞：松本隆／作曲：筒美京平／編曲：船山基紀

1. 迷宮のアンドローラ (3分29秒)
2. DUNK (男区) (2分53秒)

### 迷宮のアンドローラ／半分少女
- 両楽曲共に、作曲：筒美京平

1. 迷宮のアンドローラ
作詞：松本隆／編曲：船山基紀
2. 半分少女
作詞：橋本淳／編曲：川村栄二
3. 迷宮のアンドローラ（カラオケ）
4. 半分少女（カラオケ）

## カバー
迷宮のアンドローラ
- 氣志團（2021年／筒美京平トリビュートアルバム「Oneway Generation」収録）

## 参考資料
- 松永良平:著『コイズミクロニクル〜コンプリートシングルベスト 1982-2017〜 初回特典「コイズミシングル～小泉今日子と50のシングル物語」』ビクターエンタテインメント、2017年5月17日。